# Campionati mondiali di pugilato dilettanti 1999
I Campionati mondiali di pugilato dilettanti del 1999 (AIBA World Boxing Championships) si sono tenuti a Houston, negli Stati Uniti, dal 15 al 29 agosto. Il torneo si è svolto al George R. Brown Conference Center.

## Risultati

### Pesi Minimosca
| Medaglia | Atleta               | Paese       |  |
| -------- | -------------------- | ----------- |  |
|          | Brian Viloria        | Stati Uniti |  |
|          | Maikro Romero        | Cuba        |  |
|          | Aleksander Nabandyan | Russia      |  |
|          | Suban Punnon         | Thailandia  |  |

### Pesi Mosca
| Medaglia | Atleta              | Paese      |  |
| -------- | ------------------- | ---------- |  |
|          | Bulat Jumadilov     | Kazakistan |  |
|          | Omar Andrés Narváez | Argentina  |  |
|          | Waldemar Cuceranu   | Romania    |  |
|          | Andrzej Rżany       | Polonia    |  |

### Pesi Gallo
| Medaglia | Atleta              | Paese       |  |
| -------- | ------------------- | ----------- |  |
|          | George Olteanu      | Romania     |  |
|          | Kamil Dzhamaludinov | Russia      |  |
|          | Benoît Gaudet       | Canada      |  |
|          | Sachis Mechchiyev   | Bielorussia |  |

### Pesi Piuma
| Medaglia | Atleta             | Paese       |  |
| -------- | ------------------ | ----------- |  |
|          | Ricardo Juarez     | Stati Uniti |  |
|          | Tulkunbay Turgunov | Uzbekistan  |  |
|          | Ramaz Paliani      | Turchia     |  |
|          | Ovidiu Bobirnat    | Romania     |  |

### Pesi Leggeri
| Medaglia | Atleta            | Paese    |  |
| -------- | ----------------- | -------- |  |
|          | Mario Kindelán    | Cuba     |  |
|          | Aleksey Steponov  | Russia   |  |
|          | George Lungu      | Romania  |  |
|          | Dimitar Stilianov | Bulgaria |  |

### Pesi Superleggeri
| Medaglia | Atleta                    | Paese      |  |
| -------- | ------------------------- | ---------- |  |
|          | Mahammatkodir Abdoollayev | Uzbekistan |  |
|          | Willy Blain               | Francia    |  |
|          | Ali Ahraoui               | Germania   |  |
|          | Lukáš Konecný             | Rep. Ceca  |  |

### Pesi Welter
| Medaglia | Atleta                | Paese   |  |
| -------- | --------------------- | ------- |  |
|          | Juan Hernández Sierra | Cuba    |  |
|          | Timur Gaydalov        | Russia  |  |
|          | Leonard Bundu         | Italia  |  |
|          | Lucian Bute           | Romania |  |

### Pesi Superwelter
| Medaglia | Atleta             | Paese      |  |
| -------- | ------------------ | ---------- |  |
|          | Marian Simion      | Romania    |  |
|          | Jorge Gutiérrez    | Cuba       |  |
|          | Frédéric Esther    | Francia    |  |
|          | Yermakhan Ibraimov | Kazakistan |  |

### Pesi Medi
| Medaglia | Atleta             | Paese      |  |
| -------- | ------------------ | ---------- |  |
|          | Utkirbek Haydarov  | Uzbekistan |  |
|          | Adrian Diaconu     | Romania    |  |
|          | Yevgeniy Kasantsev | Russia     |  |
|          | Akin Kuloglu       | Turchia    |  |

### Pesi Mediomassimi
| Medaglia | Atleta           | Paese       |  |
| -------- | ---------------- | ----------- |  |
|          | Michael Simms    | Stati Uniti |  |
|          | John Dovi        | Francia     |  |
|          | Aleksey Trofimov | Ucraina     |  |
|          | Ali Ismayilov    | Azerbaigian |  |

### Pesi Massimi
| Medaglia | Atleta              | Paese       |  |
| -------- | ------------------- | ----------- |  |
|          | Michael Bennett     | Stati Uniti |  |
|          | Félix Savón         | Cuba        |  |
|          | Kevin Evans         | Galles      |  |
|          | Steffen Kretschmann | Germania    |  |

### Pesi Supermassimi
| Medaglia | Atleta                 | Paese      |  |
| -------- | ---------------------- | ---------- |  |
|          | Sinan Şamil Sam        | Turchia    |  |
|          | Mukhtarkhan Dildabekov | Kazakistan |  |
|          | Felix Dyachuk          | Russia     |  |
|          | Paolo Vidoz            | Italia     |  |

## Medagliere
| Posizione | Nazione     |    |    |    | Totale |
| 1         | Stati Uniti | 4  | 0  | 0  | 4      |
| 2         | Cuba        | 2  | 3  | 0  | 5      |
| 3         | Romania     | 2  | 1  | 4  | 7      |
| 4         | Uzbekistan  | 2  | 1  | 0  | 3      |
| 5         | Kazakistan  | 1  | 1  | 1  | 3      |
| 6         | Turchia     | 1  | 0  | 2  | 3      |
| 7         | Russia      | 0  | 3  | 3  | 6      |
| 8         | Francia     | 0  | 2  | 1  | 3      |
| 9         | Argentina   | 0  | 1  | 0  | 1      |
| 10        | Germania    | 0  | 0  | 2  | 2      |
| 10        | Italia      | 0  | 0  | 2  | 2      |
| 12        | Azerbaigian | 0  | 0  | 1  | 1      |
| 12        | Bielorussia | 0  | 0  | 1  | 1      |
| 12        | Bulgaria    | 0  | 0  | 1  | 1      |
| 12        | Canada      | 0  | 0  | 1  | 1      |
| 12        | Rep. Ceca   | 0  | 0  | 1  | 1      |
| 12        | Polonia     | 0  | 0  | 1  | 1      |
| 12        | Thailandia  | 0  | 0  | 1  | 1      |
| 12        | Ucraina     | 0  | 0  | 1  | 1      |
| 12        | Galles      | 0  | 0  | 1  | 1      |
| Totale    | Totale      | 12 | 12 | 24 | 48     |